# Rue Paul-Borel (Paris)
Pour les articles homonymes, voir Rue Paul-Borel.
La rue Paul-Borel est une voie du 17e arrondissement de Paris, en France.

## Situation et accès
La rue Paul-Borel est une voie publique située dans le 17e arrondissement de Paris. Elle débute au 126, boulevard Malesherbes et se termine au 9, rue Daubigny.

## Origine du nom

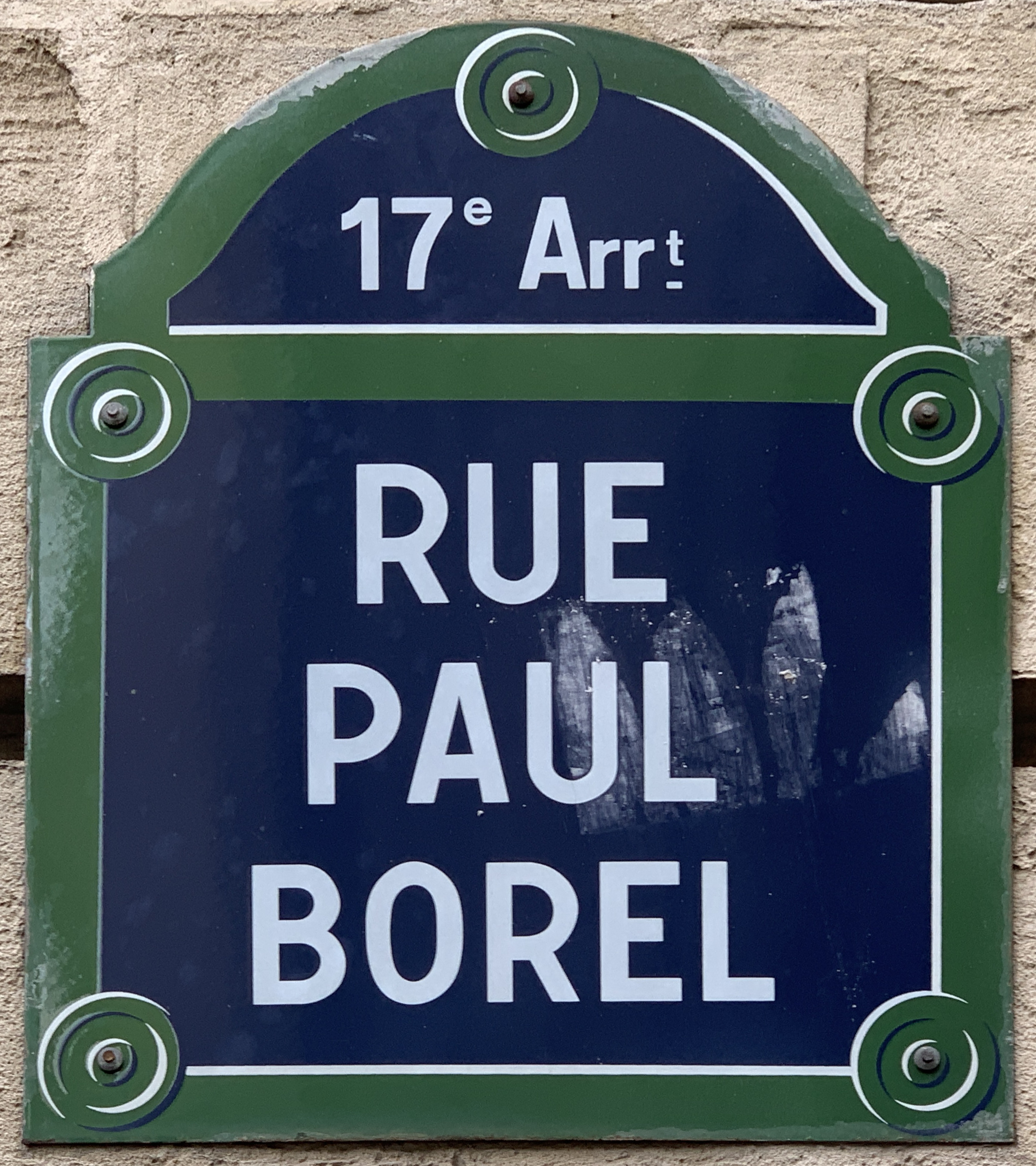
Plaque de la rue.

La rue tient son nom de celui d'un ancien propriétaire.

## Historique
Précédemment dénommée « rue Neuve de Malesherbes », elle prend sa dénomination actuelle vers la fin du XIXe siècle et est classée dans la voirie parisienne par un arrêté du 25 juin 1965.